# Cremnops plesiopectoralis
Cremnops plesiopectoralis är en stekelart som beskrevs av Berta 1998. Cremnops plesiopectoralis ingår i släktet Cremnops och familjen bracksteklar. Inga underarter finns listade i Catalogue of Life.